# Désiré Beaurain
Désiré Beaurain (Berchem, 2 de septiembre de 1881-Schoten, 24 de octubre de 1963) fue un deportista belga que compitió en esgrima, especialista en las modalidades de espada y florete. Participó en dos Juegos Olímpicos de Verano en los años 1908 y 1924, obteniendo dos medallas, bronce en Londres 1908 y plata en París 1924.

## Palmarés internacional
| Juegos Olímpicos | Juegos Olímpicos      | Juegos Olímpicos  | Juegos Olímpicos    |
| Año              | Lugar                 | Medalla           | Prueba              |
| ---------------- | --------------------- | ----------------- | ------------------- |
| 1908             | Londres (Reino Unido) | Medalla de bronce | Espada por equipos  |
| 1924             | París (Francia)       | Medalla de plata  | Florete por equipos |